# Christine Silberhorn
Christine Ella Silberhorn (Nuremberg, Alemanya, 19 d'abril de 1974) és una física alemanya especialitzada en òptica quàntica i professora titular a la Universitat de Paderborn. El 2011 Silberhorn va ser guardonada amb el premi Gottfried Willhelm Leibniz i va ser la guanyadora més jove del premi, de 2,5 milions d'euros en aquell moment.

## Educació
Silberhorn va estudiar matemàtiques i física a la Universitat d'Erlangen (1993–1999) i va completar el seu doctorat el 2003, amb una tesi en ciència de la informació quàntica. Va fer treballs postdoctorals al Clarendon Laboratory de la Universitat d'Oxford i va ser investigadora junior del Wolfson College d'Oxford el 2003-2004. El 2005 es va unir al grup de recerca de l'Institut Max Planck «Òptica, informació i fotònica» (ara l'Institut Max Planck per a la Ciència de la Llum) com a cap del grup de recerca júnior «Òptica quàntica integrada» (Integrated Quantum Optics).

## Carrera
L'any 2005, Silberhorn es va unir a la branca d'Erlangen de l'Institut Max Planck d'Òptica Quàntica Garching, dirigint el grup de recerca Junior d'Òptica quàntica integrada» fins al 2008. Després de la fundació de l'Institut Max Planck per a la Ciència de la Llum Erlangen, va dirigir el Grup d'Òptica Quàntica Integrada fins al 2010, i va completar la seva habilitació el 2008. Silberhorn és actualment la catedràtica d'Òptica Quàntica Integrada a la Universitat de Paderborn.

## Recerca
La investigació de Silberhorn es dedica a noves tecnologies òptiques basades en òptica quàntica i sistemes quàntics basats en la llum per al seu ús en la comunicació quàntica i el processament d'informació quàntica.
Ha contribuït al desenvolupament de fonts de llum quàntica dissenyades mitjançant òptica integrada i làsers polsats ultraràpids, la implementació de xarxes quàntiques multicanal per al recompte de fotons i simulacions quàntiques i la realització de sistemes de comunicació quàntica amb llum brillant.
Silberhorn és més coneguda pel seu paper en la direcció d'un projecte de recerca que va desenvolupar traductors de fotons per utilitzar-los en la informàtica quàntica i la comunicació quàntica. El 2016, l'equip que va dirigir juntament amb el professor Thomas Zentgraf va rebre la major beca del Consell Europeu de Recerca per a la seva investigació. El 2019, l'equip de Silberhorn va demostrar l'experiment Hong-Ou-Mandel en un únic xip fotònic integrat, creant, agrupant i detectant dos fotons individuals i implicant components de la fotònica quàntica en un sol xip.

## Premis
La investigació de Silberhorn sobre les propietats quàntiques de la llum i el desenvolupament de dispositius quàntics ha rebut un reconeixement mundial i molts premis, entre els quals el premi Herta Sponer de la Societat Física alemanya i la medalla de la Werner von Siemens Ring Foundation el 2007, el Heinz Maier-Leibnitz-Preis el 2008 i el Gottfried Wilhelm Leibniz-Prize el 2011. Per a aquest últim, va ser la científica més jove a rebre aquest premi. El 2019, Silberhorn va ser nomenada membre de The Optical Society.
És membre de l'Akademie der Wissenschaften Leopoldina, l'acadèmia nacional d'Alemanya, des de 2012.